# Hong Chau
Hong Chau est une actrice américaine, née en 1979 dans un camp de réfugiés[réf. nécessaire] en Thaïlande.

## Biographie
Ses parents sont des boat-people vietnamiens qui arrivent en Thaïlande en 1979, peu de mois avant sa naissance. Quelques années plus tard, ils émigrent aux États-Unis et s'installent en Louisiane grâce à une famille d'accueil,.
Boursière grâce aux Pell Grants (en), Hong Chau fait ses études d'abord à la Louisiana School for Math, Science, and the Arts (en) à Natchitoches, puis obtient un diplôme en cinéma à l'Université de Boston,.

## Carrière
Après une brève apparition dans le sitcom The Sarah Silverman Program en 2008, elle obtient son premier rôle à la télévision dans la série How I Met Your Mother en 2010, puis son premier rôle au cinéma dans Inherent Vice en 2014,.
En 2017, elle est révélée au grand public par son rôle dans le film Downsizing, qui lui vaut une nomination aux Golden Globes comme meilleure actrice dans un second rôle.
En 2019, elle incarne Lady Trieu dans la série télévisée Watchmen.
En 2023, elle joue dans le film The Whale, qui lui vaut d'être nommée à l'Oscar de la meilleure actrice dans un second rôle.

## Filmographie
Sauf indication contraire, les informations mentionnées dans cette section peuvent être confirmées par la base de données cinématographiques IMDb,  présente dans la section « Liens externes ».

### Cinéma

#### Longs métrages
- 2014 : Inherent Vice de Paul Thomas Anderson : Jade
- 2017 : Downsizing d'Alexander Payne : Ngoc Lan Tran
- 2018 : Duck Butter de Miguel Arteta : Glow
- 2019 : Driveways d'Andrew Ahn : Kathy
- 2019 : American Woman de Semi Chellas : Jenny
- 2020 : Artemis Fowl de Kenneth Branagh : Opal Koboï
- 2022 : Le Menu (The Menu) de Mark Mylod : Elsa
- 2022 : Showing Up de Kelly Reichardt : Jo
- 2023 : The Whale de Darren Aronofsky : Liz
- 2023 : Asteroid City de Wes Anderson : Polly Green
- 2024 : Kinds of Kindness de Yórgos Lánthimos : Sarah / Sharon / Aka
- 2024 : The Instigators de Doug Liman
- 2026 : Les Hauts de Hurlevent d'Emerald Fennell : Nelly Dean

#### Courts métrages
- 2008 : Konstruksiyon de Brian Chamberlain : Marina Sison
- 2014 : Market Hours de Jon Goldman : Angela

### Télévision

#### Séries télévisées
- 2008 : The Sarah Silverman Program : la masseuse
- 2010 : How I Met Your Mother : Cook Pu
- 2010 : NCIS : Enquêtes spéciales (NCIS) : Molly Choi, la technicienne de laboratoire
- 2010 : $h*! My Dad Says : DJ
- 2010 : My Boys : Audrey
- 2010 : Trenches : Wing
- 2011 - 2013 : Treme : Linh
- 2012 : Les Experts (CSI : Crime Scene Investigation) : Julie Blanch
- 2012 : Bonne chance Charlie (Good Luck Charlie) : Theresa
- 2014 - 2015 : A to Z : Lora
- 2017 : Big Little Lies : Jackie
- 2017 : American Dad! : l'espionne coréenne (voix)
- 2018 : Homecoming : Audrey Temple
- 2018 : Forever : Sarah
- 2018 : BoJack Horseman : Pickles Aplenty (voix)
- 2019 : Watchmen : Lady Trieu
- 2023 : Poker Face : Marge
- 2023 : The Night Agent : Diane Farr

## Distinctions
Sauf indication contraire, les informations mentionnées dans cette section peuvent être confirmées par la base de données cinématographiques IMDb,  présente dans la section « Liens externes ».

### Récompenses
- Independent Spirit Awards 2015 : prix Robert-Altman de la meilleure distribution pour Inherent Vice - partagée avec d'autres interprètes du film
- New York Film Critics Online Awards 2022 : meilleure actrice dans un second rôle pour The Whale
- Independent Spirit Awards 2024 : prix Robert-Altman de la meilleure distribution pour Showing Up - partagée avec d'autres interprètes du film

### Nominations
- Golden Globes 2018 : meilleure actrice dans un second rôle pour Downsizing
- Critics Choice Awards 2018 : meilleure actrice dans un second rôle pour Downsizing
- Independent Spirit Awards 2020 : meilleure actrice pour Driveways
- Oscars 2023 : meilleure actrice dans un second rôle pour The Whale
- BAFA Awards 2023 : meilleure actrice dans un second rôle pour The Whale
- EDA Awards (Alliance of Women Film Journalists) 2023 : meilleure actrice dans un second rôle pour The Whale
- Chlotrudis Awards 2024 : meilleure performance dans un rôle secondaire pour Showing Up